# Aprodon
Aprodon (Lycodes cortezianus) – gatunek ryby z rodziny węgorzycowatych.

## Taksonomia
Nazwa Aprodon jest synonimem rodzaju Lycodes.

## Występowanie
Wschodni Pacyfik od Wyspy Księcia Walii na Alasce po San Diego w Kalifornii.
Żyje nad mulistym dnem na głębokości 73–620 m.

## Cechy morfologiczne
Dorasta do 50 cm długości. Na pierwszym łuku skrzelowym 16 - 17 wyrostków filtracyjnych. Płetwa grzbietowa silnie wydłużona (105–108 promieni), łączy się z zaokrągloną płetwą ogonową oraz, również wydłużoną, płetwą odbytową (89–93 promienie). Płetwy piersiowe bardzo duże z 18–21 promieniami, płetwy brzuszne, umiejscowione przed początkiem płetwy grzbietowej, silnie zredukowane z 3 promieniami.
Ubarwienie grzbietu i boków brązowe do czarno-niebieskiego, brzuch jaśniejszy, okolice nasady płetw piersiowych ciemniejsze. Kraniec płetwy grzbietowej oraz jej tylna część a także płetwa ogonowa i tylna część płetwy odbytowej – czarne, krańce płetw piersiowych jasne.